# Ambarus Géza
Ambarus Géza (Halmágy, 1901. május 16. – Nagyvárad, 1970. augusztus 15.) tanító, népművelő, zeneszerző.

## Életútja, munkássága
1921-ben szerzett tanítói oklevelet Nagyenyeden. Tanított Mezőbándon, Pókán, Csernátfaluban, Marosludason. 1929-től kezdve Nagyváradon. A Szigligeti Társaság tagja. Műdalokat írt és zenésített meg. Megjelent munkája: Az eklézsia ládája (lakodalmi szokások, versek, Benedek Gézával, Nagyvárad, é. n.).